# Alchemilla cryptantha
Alchemilla cryptantha là loài thực vật có hoa trong họ Hoa hồng. Loài này được Steud. ex A. Rich. mô tả khoa học đầu tiên năm 1847.